# Chrysops noctifer
Chrysops noctifer är en tvåvingeart som beskrevs av Osten Sacken 1877. Chrysops noctifer ingår i släktet Chrysops och familjen bromsar. Inga underarter finns listade i Catalogue of Life.